# Deep Tracts of Hell
Deep Tracts of Hell är det norska black metal/thrash metal-bandet Aura Noir andra fullängds studioalbum. Albumet utgavs 1998 av skivbolaget Hammerheart Records.

## Låtlista
1. "Deep Tracts of Hell" – 1:57
2. "Released Damnation" – 4:23
3. "Swarm of Vultures" – 2:45
4. "Blood Unity" – 4:47
5. "Slasher" – 3:29
6. "Purification of Hell" – 2:46
7. "The Spiral Scar" – 4:27
8. "The Beautiful, Darkest Path" – 4:31
9. "Broth of Oblivion" – 4:41
10. "To Wear the Mark" – 3:26

- Text och musik: Aggressor (spår 1, 3, 5, 7, 9), Apollyon (spår 2, 4, 6, 8, 10)

## Medverkande
Musiker (Aura Noir-medlemmar)
- Aggressor (Carl-Michael Eide) – sång, gitarr, basgitarr, trummor (spår 2, 4, 5, 6, 8)
- Apollyon (Ole Jørgen Moe) – gitarr, sång, basgitarr, trummor (spår 1, 3, 7, 9, 10)

Bidragande musiker
- Sverre Dæhli – gitarr (spår 2)

Produktion
- Garm Backbone (Kristoffer Rygg) – producent, ljudtekniker
- Knut Magne Valle – producent, ljudtekniker
- TurboNatas Tsagabbar (Kjetil Eggum) – omslagsdesign
- Lise Myhre – logo
- Håkon Harris – foto

### Fotnoter
1. ↑  Deep Tracts of Hell på discogs.com